# Pete Fountain

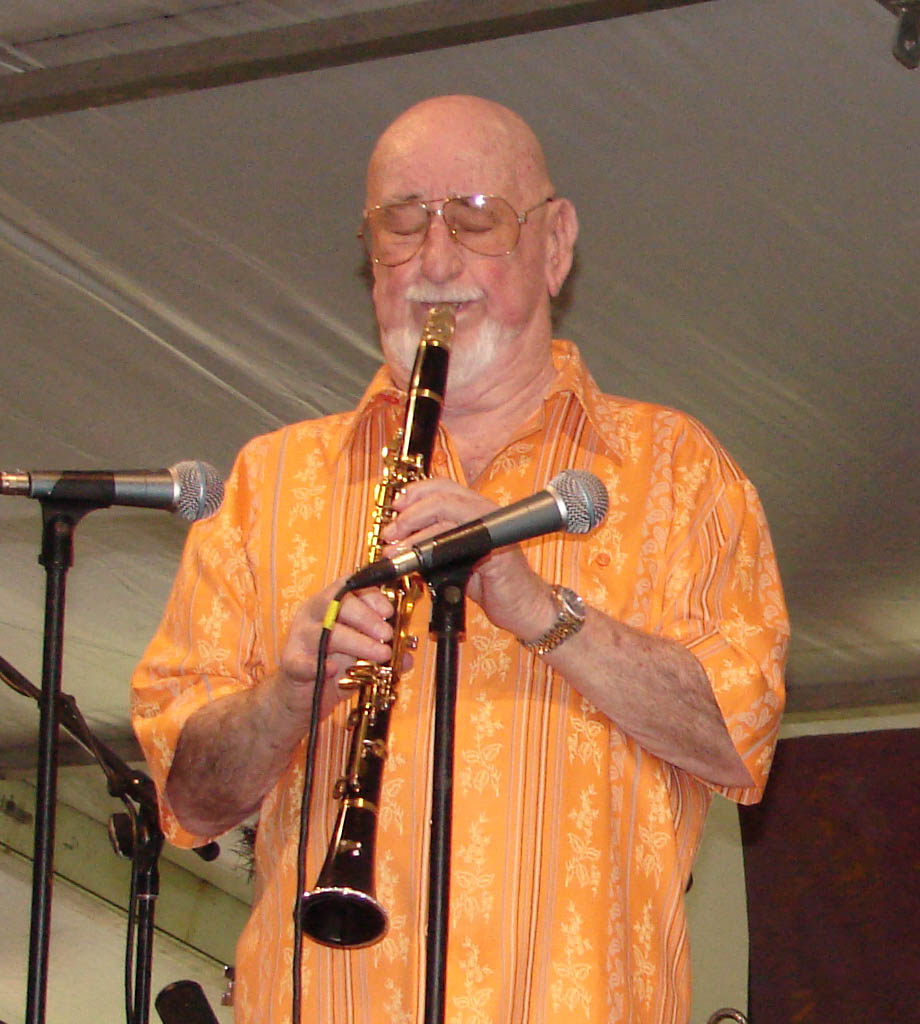
Pete Fountain beim New Orleans Jazz & Heritage Festival 2006

Pete Fountain, eigentlich Pierre Dewey LaFontaine jr., (* 3. Juli 1930 in New Orleans, Louisiana; † 6. August 2016 ebenda) war ein US-amerikanischer Jazzklarinettist des New Orleans Jazz.

## Leben und Wirken
Fountain begann mit 9 Jahren Klarinette zu spielen („um seine Lungen zu stärken“, wie er in einem Interview 2003 sagte) und wurde stark durch den New-Orleans-Klarinettisten Irving Fazola (1912–1949) beeinflusst (und dieser wiederum durch Leon Roppolo und Jimmie Noone). Er spielte in den Bands des Schlagzeugers Monk Hazel (1920–1980) und des Trompeters Al Hirt (1922–1999), bevor er 1950 mit seinem Freund, dem Trompeter George Girard, die „Basin Street Six“ gründete. 1954 trat er der Band von Lawrence Welk bei, die mit einer eigenen TV Show (1957 bis 1959) bei ABC landesweit übertragen wurde und Fountain bekannt machte. Wieder in New Orleans spielte er mit den „Dukes of Dixieland“ der Assunto-Brüder und danach in Bands unter eigenem Namen. Er spielte in den 1960er Jahren häufig im Hollywood Bowl in Los Angeles und trat häufig (58 Mal) in der Tonight Show von Johnny Carson auf. 1967 veröffentlichte Fountain das Album Pete Fountain Plays Bert Kaempfert, ein Tribut-Album an den seinerzeit in den USA sehr populären deutschen Komponisten Bert Kaempfert. Als Arrangeur war Herbert Rehbein, Kaempferts langjähriger Partner und Freund, an den Aufnahmen beteiligt.
In den 1960er und 1970er Jahren hatte Fountain einen eigenen Jazzclub im French Quarter und später bis 2003 „Pete Fountain’s Jazz Club“ im Riverside Hilton in New Orleans, danach im Bay-Saint-Louis-Casino. Dort verlor er auch im Hurrikan Katrina 2005 sein Haus. Im selben Jahr unterzog er sich einer Herzoperation – das einzige Mal, dass er den Mardi-Gras-Umzug verpasste.
Er war einer der Gründer des Mardi-Gras- bzw. Karnevalsvereins „The Half Fast Walking Club“. Unter eigenem Namen veröffentlichte er mehr als 100 Platten oder CDs. 2006 erhielt er die Ehrendoktorwürde der Loyola University New Orleans. Er wurde viermal von US-Präsidenten eingeladen, im Weißen Haus zu spielen. 1987 spielte er vor dem Papst auf seiner Messe in New Orleans.
1972 schrieb er seine Autobiographie A Closer Walk – the Pete Fountain Story, benannt nach seinem Erkennungs-Hit „Just a Closer Walk with Thee“. 2014 beendete er seine Karriere.